# 農場新娘
《農場新娘》（羅馬化：Jao Sao Ban Rai），翻拍自2006年的電視劇《你是我的老婆》。由納隆·賈魯欽達執導，登坤·恩加内特與普麗塔·素萍瓊普領銜主演的浪漫愛情連續劇。2023年10月5日起，每週一至週五於Ch3Thailand首播。

## 劇情簡介
Pim（普麗塔·素萍瓊普 飾）原本是家中的小公主，直到她的父母在工廠火災中意外喪生。辦完父母的葬禮後，她和哥哥Rawi搬去與祖父Ruj住在一起，而Ruj是他們唯一的親人。
每天，Pim都會偷偷放羊到Saran（鄧坤·南内特 飾）的農場吃草。Saran擁有一個橘子農場，且長期以來與Ruj爺爺關係密切。某天，Saran當場抓住Pim，兩人因為羊群越界吃了Saran家農場的草而起了爭執，Pim很惱火，覺得Saran尖酸刻薄，便與他結下樑子。
某天夜晚，Ruj爺爺意外猝逝，而Rawi卻在爺爺過世不久擅自將農地賣給了Saran的競爭對手Thinnamai，條件是他要把妹妹Pim交給Thinnamai以償還債務。Saran出手相救，償還了債務，並與Pim登記結婚，這樣他們就可以擺脫Thinnamai的騷擾。此後，兩人將不得不以夫妻的身份生活在一起？

## 演員陣容
註：括號內的演員姓名為小名。

### 主要演員
- 鄧坤·南内特（Kuan） 飾演 Saran Suriya（Ran）
- 普麗塔·素萍瓊普（Namwhan） 飾演 Pimpika Niracha（Pim）
- 卡曼·克瓏喬（Ball） 飾演 Thinnamai（Thin）
- 查塔瑞卡·西緹普容（Care） 飾演 Oraphim（Orn）

### 其他演員
- 阿緹查楠·斯里瑟沃（Ice） 飾演 Nusara（Nu）

Saran的妹妹
- 查南提普·坡通卡（Champ） 飾演 Danai（Nai）
- 帕薩恭·克魯索彭（Pom） 飾演 Weera
- 金達拉·素卡帕（Mam） 飾演 Chuda

Saran與Nu的姑姑，在兩人的父母去世後撫養他們長大
- 詹吉拉·佔比塔猜（Junji） 飾演 Lada（Da）
- 查利特·鳳阿隆（Toom） 飾演 Ruj

Pim與Rawi的爺爺
- 阿提瓦·薩尼翁（Ton） 飾演 Yut
- 頌奇·瓊喬霍爾（英语：Somjit Jongjohor） 飾演 Rong
- 阿努薩拉·萬通塔克 飾演 Taew
- 蘇帕猜·素瓦農 飾演 Toei

## 劇集原聲帶
| 曲序 | 曲目                     | 演唱者        | 时长 |
| ---- | ------------------------ | ------------- | ---- |
| 1.   | 因你而改變（ฉันเปลี่ยนไปเพราะเธอ）（片頭曲） | 羅納德·翁沙洛 | 3:42 |
| 2.   | 睜開眼時（เมื่อลืมตา）（片尾曲）   | 克瓏·奧拉薇   | 3:35 |

## 劇集迴響

### 泰國電視收視
- 收視最低的集數以藍色表示，收視最高的集數以紅色表示，而空格則表示該集的收視沒有相關數據。

| 集數 No.   | 播放日期       | 播放時段 (UTC+07:00) | 平均收視率 | 曼谷分區收視 | 3 plus | 來源   |
| ---------- | -------------- | -------------------- | ---------- | ------------ | ------ | ------ |
| 1          | 2023年10月5日  | 星期四 19:00         | 3.62       | 4.94         | 140K   | [ 7 ]  |
| 2          | 2023年10月6日  | 星期五 19:00         | 3.59       | 4.97         | 120K   | [ 8 ]  |
| 3          | 2023年10月9日  | 星期一 19:00         | 4.04       | 5.52         | 110K   | [ 9 ]  |
| 4          | 2023年10月10日 | 星期二 19:00         | 3.84       | 5.28         | 110K   | [ 10 ] |
| 5          | 2023年10月11日 | 星期三 19:00         | 4.38       | 4.77         | 120K   | [ 11 ] |
| 6          | 2023年10月12日 | 星期四 19:00         | 4.63       | 5.40         | 不適用 | [ 12 ] |
| 7          | 2023年10月13日 | 星期五 19:00         | 4.59       | 5.48         | 不適用 | [ 13 ] |
| 8          | 2023年10月16日 | 星期一 19:00         | 4.26       | 5.69         | 110K   | [ 14 ] |
| 9          | 2023年10月17日 | 星期二 19:00         | 4.32       | 4.81         | 120K   | [ 15 ] |
| 10         | 2023年10月18日 | 星期三 19:00         | 5.33       | 6.14         | 160K   | [ 16 ] |
| 11         | 2023年10月19日 | 星期四 19:00         | 5.06       | 6.04         | 160K   | [ 17 ] |
| 12         | 2023年10月20日 | 星期五 19:00         | 5.10       | 6.53         | 不適用 | [ 18 ] |
| 13         | 2023年10月23日 | 星期一 19:00         | 4.91       | 6.08         | 不適用 | [ 18 ] |
| 14         | 2023年10月24日 | 星期二 19:00         | 4.88       | 5.90         | 150K   | [ 19 ] |
| 15         | 2023年10月25日 | 星期三 19:00         | 4.96       | 6.02         | 160K   | [ 20 ] |
| 16         | 2023年10月26日 | 星期四 19:00         | 5.64       | 6.14         | 230K   | [ 21 ] |
| 17         | 2023年10月27日 | 星期五 19:00         | 5.33       | 5.93         | 150K   | [ 22 ] |
| 18         | 2023年10月30日 | 星期一 19:00         | 5.26       | 6.09         | 220K   | [ 23 ] |
| 19         | 2023年10月31日 | 星期二 19:00         | 5.77       | 6.38         | 230K   | [ 24 ] |
| 20         | 2023年11月1日  | 星期三 19:00         | 5.91       | 7.00         | 240K   | [ 25 ] |
| 21         | 2023年11月2日  | 星期四 19:00         | 5.67       | 5.95         | 220K   | [ 26 ] |
| 22         | 2023年11月3日  | 星期五 19:00         | 5.95       | 6.46         | 210K   | [ 27 ] |
| 23         | 2023年11月6日  | 星期一 19:00         | 5.91       | 7.02         | 260K   | [ 28 ] |
| 24         | 2023年11月7日  | 星期二 19:00         | 6.58       | 7.40         | 270K   | [ 29 ] |
| 25         | 2023年11月8日  | 星期三 19:00         | 6.46       | 7.57         | 280K   | [ 30 ] |
| 26         | 2023年11月9日  | 星期四 19:00         | 6.42       | 6.68         | 240K   | [ 31 ] |
| 27         | 2023年11月10日 | 星期五 19:00         | 6.34       | 6.81         | 230K   | [ 32 ] |
| 28         | 2023年11月13日 | 星期一 19:00         | 7.02       | 8.81         | 310K   | [ 33 ] |
| 平均收視率 | 平均收視率     | 平均收視率           | 5.21       | 6.14         | 180K   | 1      |

^1  基於每集的平均觀眾份額。

## 外部連結
- MyDramaList上的劇情簡介（英文）
- 豆瓣电影上《農場新娘》的資料 （简体中文）